# 陈士橹
陈士橹（1920年9月24日—2016年4月24日），男，浙江东阳人，中国飞行力学专家，西北工业大学教授，中国工程院院士。

## 生平
1945年毕业于清华大学航空学系，获得学士学位。1958年毕业于莫斯科航空学院，获得副博士学位。

## 荣誉
1994年，当选俄罗斯宇航科学院外籍院士。1997年，当选中国工程院院士。